# گلن استرینج
گلن استرینج (انگلیسی: Glenn Strange؛ ۱۶ اوت ۱۸۹۹ – ۲۰ سپتامبر ۱۹۷۳) یک هنرپیشه، و خواننده اهل ایالات متحده آمریکا بود.

## فیلم‌شناسی
از فیلم‌ها یا برنامه‌های تلویزیونی که وی در آن نقش داشته است می‌توان به ابوت و کاستللو با فرانکشتیان ملاقات می‌کنند، فلش گوردون و سوارکار مرموز اشاره کرد.